# Seznam poslancev enajste italijanske legislature
Seznam poslancev enajste italijanske legislature prikazuje imena poslancev Enajste legislature Italijanske republike po splošnih volitvah leta 1992.

## Povzetek sestave
| Parlamentarne skupine                         | Začetek | 1992 | 1993 | 1994 |
| --------------------------------------------- | ------- | ---- | ---- | ---- |
| Krščanski demokrati                           | 206     |      |      | 179  |
| Partito Democratico della Sinistra            | 107     |      |      | 106  |
| Partito Socialista Italiano                   | 92      |      |      | 91   |
| Lega Nord                                     | 55      |      |      | 50   |
| Rifondazione Comunista                        | 35      |      |      | 33   |
| Movimento Sociale Italiano - Destra Nazionale | 34      |      |      | 34   |
| Partito Repubblicano Italiano                 | 27      |      |      | 26   |
| Partito Liberale Italiano                     | 17      |      |      | 17   |
| Federazione dei Verdi                         | 16      |      |      | 16   |
| Partito Socialista Democratico Italiano       | 16      |      |      | 15   |
| La Rete                                       | 12      |      |      | 12   |
| Lista Pannella                                | 6       |      |      | 6    |
| Centro Cristiano Democratico                  | -       | -    | -    | 24   |
| Gruppo misto                                  | 7       |      |      | 21   |
| • Jezikovne manjšine                          | 4       |      |      | 5    |
| • neodvisni poslanci                          | 3       |      |      | 16   |
| Skupaj                                        | 630     | 630  | 630  | 630  |

## Krščanski demokrati
- Adriano Biasutti
- Adriano Ciaffi
- Agazio Loiero
- Alberto Alessi
- Alberto Michelini
- Alberto Rossi
- Alfredo Vito
- Amedeo Zampieri
- Andrea Borri
- Angelino Rojch
- Angelo La Russa
- Angelo Mazzola
- Angelo Sanza
- Anna Maria Nucci Mauro
- Anna Nenna D'Antonio
- Antonino Lombardo
- Antonio Cancian
- Antonio Iodice
- Antonio Lia
- Antonio Matarrese
- Antonio Scavone
- Antonio Tancredi
- Arnaldo Forlani
- Benedetto Vincenzo Nicotra
- Bruno Randazzo
- Bruno Tabacci
- Bruno Zambon
- Calogero Corrao
- Calogero Mannino
- Carlo Casini
- Carlo Fracanzani
- Carlo Giovanardi
- Carlo Sangalli
- Carmelo Pujia
- Carmine Mensorio
- Cesare Cursi
- Ciriaco De Mita
- Clemente Carta
- Clemente Mastella
- Cosimo Casilli
- Cosimo Damiano Di Giuseppe
- Daniela Mazzuconi
- Danilo Bertoli
- Domenico Galbiati
- Elio Mensurati
- Emilio Colombo
- Enzo Balocchi
- Eugenio Tarabini
- Fabrizio Abbate
- Ferdinando Latteri
- Ferdinando Margutti
- Fernando Di Laura Frattura
- Florindo D'Aimmo
- Francesco Bruni
- Francesco Cafarelli
- Francesco D'Onofrio
- Francesco Ferrari
- Francesco Paolo Iannuzzi
- Francesco Polizio
- Franco Ciliberti
- Franco Fausti
- Franco Foschi
- Franco Marini
- Gabriele Mori
- Gabriella Zanferrari
- Gaetano Vairo
- Gastone Savio
- Gerardo Bianco
- Giacomo Gualco
- Giacomo Rosini
- Giancarlo Borra
- Giancarlo Galli
- Gianfranco Aliverti
- Gianfranco Astori
- Gianfranco Morgando
- Gianni Rivera
- Giorgio Santuz
- Giovanna Tealdi
- Giovanni Alterio
- Giovanni Francesco Antoci
- Giovanni Goria
- Giovanni Mongiello
- Giovanni Paciullo
- Giovanni Polidoro
- Giovanni Prandini
- Giovanni Roberto Di Mauro
- Giovanni Zarro
- Girolamo La Penna
- Giuliano Silvestri
- Giuseppe Aloise
- Giuseppe Astone
- Giuseppe Bicocchi
- Giuseppe Botta
- Giuseppe Caroli
- Giuseppe Degennaro
- Giuseppe Fortunato
- Giuseppe Gargani
- Giuseppe Leone
- Giuseppe Matulli
- Giuseppe Santonastaso
- Giuseppe Saretta
- Giuseppe Serra
- Giuseppe Torchio
- Guglielmo Scarlato
- Guido Castellotti
- Ivo Russo
- Leone Manti
- Lino Armellin
- Lino Diana
- Luca Carli
- Lucia Fronza Crepaz
- Luciano Azzolini
- Luciano Faraguti
- Luciano Gelpi
- Luigi Baruffi
- Luigi Farace
- Luigi Foti
- Luigi Grillo
- Luigi Rinaldi
- Manfredo Manfredi
- Marco Ravaglioli
- Maria Moioli Viganò
- Mariapia Garavaglia
- Mario Biasci
- Mario D'Acquisto
- Mario Dal Castello
- Mario Frasson
- Mario Gerolamo Giovanni Boi
- Mario Perani
- Mario Tassone
- Mariotto Segni
- Matteo Piredda
- Maurizio Giraldi
- Maurizio Paladini
- Michelangelo Agrusti
- Michele Viscardi
- Nicola Sarese
- Nino Cristofori
- Ombretta Fumagalli Carulli
- Orazio Sapienza
- Oscar Luigi Scalfaro
- Paolo Caccia
- Paolo Cirino Pomicino
- Paolo Del Mese
- Paolo Tuffi
- Pasquale Lamorte
- Pasqualino Biafora
- Pier Ferdinando Casini
- Piergiovanni Malvestio
- Pierluigi Castagnetti
- Piero Angelini
- Pietro Mastranzo
- Pietro Soddu
- Pietro Zoppi
- Pino Leccisi
- Pino Lucchesi
- Pino Pisicchio
- Publio Fiori
- Raffaele Russo
- Raffaele Tiscar
- Raimondo Maira
- Remo Gaspari
- Renzo Lusetti
- Renzo Patria
- Riccardo Misasi
- Riccardo Sartoris
- Roberto Formigoni
- Roberto Pinza
- Rodolfo Carelli
- Romano Baccarini
- Romeo Ricciuti
- Rosario Nicolosi
- Salvatore Cardinale
- Salvatore D'Alia
- Salvatore Meleleo
- Salvatore Urso
- Salvatore Varriale
- Santino Pagano
- Sergio Coloni
- Sergio Mattarella
- Settimo Gottardo
- Silvia Costa
- Silvio Lega
- Stefano Berni
- Tancredi Cimmino
- Tarcisio Gitti
- Teresio Delfino
- Tiberio Cecere
- Tommaso Bisagno
- Ugo Grippo
- Umberto Corsi
- Vincenzino Culicchia
- Vincenzo Alaimo
- Vincenzo Binetti
- Vincenzo Mancini
- Vincenzo Perrone
- Vincenzo Scotti
- Vincenzo Sorice
- Vincenzo Viti
- Virginio Rognoni
- Vito Bonsignore
- Vito Lattanzio
- Vito Napoli
- Vito Riggio
- Vittorio Sbardella
- Wilmo Ferrari

## Partito Democratico della Sinistra
- Achille Occhetto
- Adriana Vigneri
- Aldo Rebecchi
- Aldo Tortorella
- Alfonsina Rinaldi
- Alfredo Reichlin
- Alfredo Zagatti
- Andrea Carmine De Simone
- Angelo Fredda
- Angelo Lauricella
- Angelo Staniscia
- Anna Finocchiaro
- Anna Maria Biricotti
- Anna Maria Serafini
- Anna Sanna
- Antonio Bargone
- Antonio Bassolino
- Antonio Pizzinato
- Antonio Prevosto
- Augusto Antonio Barbera
- Augusto Battaglia
- Barbara Pollastrini
- Berardino Impegno
- Bruno Solaroli
- Carmine Nardone
- Carole Beebe Tarantelli
- Chiara Ingrao
- Chicco Testa
- Claudia Mancina
- Claudio Petruccioli
- Davide Visani
- Edilio Petrocelli
- Elena Montecchi
- Elisabetta Di Prisco
- Ennio Grassi
- Ernesto Abaterusso
- Eugenio Jannelli
- Fabio Evangelisti
- Fabio Mussi
- Fabio Perinei
- Fabrizio Cesetti
- Ferdinando Imposimato
- Flavio Tattarini
- Francesco Forleo
- Franco Bassanini
- Franco Longo
- Gaetano Grasso
- Galileo Guidi
- Gavino Angius
- Generoso Melilla
- Gerardo Oliverio
- Germano Marri
- Giancarlo Sitra
- Gianna Serra
- Gianni Wilmer Ronzani
- Giordano Angelini
- Giorgio Ghezzi
- Giorgio Napolitano
- Giovanni Cervetti
- Giovanni Correnti
- Giovanni Di Pietro
- Giovanni Pellicani
- Giuseppe Alveti
- Giuseppe Soriero
- Graziano Cioni
- Isaia Gasparotto
- Lalla Trupia
- Lanfranco Turci
- Lino Osvaldo Felissari
- Livia Turco
- Luciano Costantini
- Luciano Violante
- Luigi Castagnola
- Luigi Mombelli
- Maria Antonietta Sartori
- Maria Luisa Sangiorgio
- Maria Rita Lorenzetti
- Mario Lettieri
- Massimo Chiaventi
- Massimo D'Alema
- Massimo Salvadori
- Maura Camoirano
- Mauro Vannoni
- Nadia Masini
- Nicola Colaianni
- Nilde Iotti
- Paolo Monello
- Pietro Folena
- Quarto Trabacchini
- Renato Grilli
- Renato Nicolini
- Renato Strada
- Renzo Innocenti
- Rocco Caccavari
- Rocco Larizza
- Salvatore Senese
- Salvatore Vozza
- Silvio Mantovani
- Simona dalla Chiesa
- Stefano Rodotà
- Valerio Calzolaio
- Vasco Giannotti
- Vassili Campatelli
- Vincenzo Ciabarri
- Vincenzo Recchia
- Walter Veltroni
- Willer Bordon

## Partito Socialista Italiano
- Agostino Marianetti
- Aldo Aniasi
- Andrea Buffoni
- Angelino Sollazzo
- Angelo Cresco
- Angelo Tiraboschi
- Antonino Buttitta
- Antonio La Gloria
- Antonio Mundo
- Antonio Ruberti
- Antonio Testa
- Bettino Craxi
- Biagio Marzo
- Bruno Landi
- Carlo D'Amato
- Carlo Tognoli
- Carmelo Conte
- Claudio Lenoci
- Claudio Martelli
- Claudio Signorile
- Damiano Potì
- Domenico Romano
- Domenico Susi
- Emidio Casula
- Enrico Manca
- Felice Borgoglio
- Felice Iossa
- Francesco Barbalace
- Francesco Borgia
- Francesco Colucci
- Francesco Curci
- Francesco Tempestini
- Franco Piro
- Franco Trappoli
- Gabriele Piermartini
- Gabriele Renzulli
- Gabriele Salerno
- Giacomo Maccheroni
- Gian Mauro Borsano
- Gianni De Michelis
- GianPaolo Pillitteri
- Giovanni Nonne
- Giuliano Amato
- Giuliano Cellini
- Giulio Camber
- Giulio Di Donato
- Giulio Ferrarini
- Giuseppe Albertini
- Giuseppe Cerutti
- Giuseppe Demitry
- Giuseppe Garesio
- Giusi La Ganga
- Giuseppe Reina
- Laura Fincato
- Luigi Lucarelli
- Mario Raffaelli
- Marte Ferrari
- Maurizio Sacconi
- Mauro Del Bue
- Mauro Sanguineti
- Michele Cortese
- Nicola Capria
- Nicola Savino
- Paolo Babbini
- Paris Dell'Unto
- Pasquale Diglio
- Pier Luigi Romita
- Piergiuseppe D'Andreamatteo
- Pierluigi Polverari
- Raffaele Farigu
- Raffaele Mastrantuono
- Raffaele Rotiroti
- Renato Massari
- Riccardo Nencini
- Rino Formica
- Roberta Breda
- Rosa Filippini
- Rosario Olivo
- Rossella Artioli
- Salvatore Abbruzzese
- Salvatore Lauricella
- Salvatore Stornello
- Salvo Andò
- Sandro Principe
- Saverio Zavettieri
- Sergio Moroni
- Silvano Labriola
- Stefano Caldoro
- Ugo Intini
- Umberto Del Basso De Caro
- Valdo Spini
- Vincenzo Balzamo

## Lega Nord
- Alda Grassi
- Antonio Magnabosco
- Antonio Magri
- Bruno Matteja
- Claudio Frontini
- Claudio Pioli
- Corrado Metri
- Corrado Peraboni
- Domenico Comino
- Elisabetta Bertotti
- Enzo Flego
- Fabio Dosi
- Fabio Padovan
- Fede Latronico
- Fiorello Provera
- Francesco Formenti
- Franco Rocchetta
- Gabriele Ostinelli
- Gianmarco Mancini
- Giorgio Brambilla
- Giorgio Conca
- Giovanni Meo Zilio
- Giovanni Ongaro
- Gipo Farassino
- Giulio Arrighini
- Irene Pivetti
- Luca Leoni Orsenigo
- Luigi Negri
- Luigi Rossi
- Marcello Lazzati
- Marco Fabio Sartori
- Marco Formentini
- Maria Cristina Rossi
- Mariella Mazzetto
- Mario Borghezio
- Maurizio Balocchi
- Mauro Bonato
- Mauro Michielon
- Mauro Polli
- Oreste Rossi
- Paolo Bampo
- Pierluigi Petrini
- Riccardo Fragassi
- Roberto Asquini
- Roberto Calderoli
- Roberto Castelli
- Roberto Maroni
- Roberto Visentin
- Sergio Castellaneta
- Silvestro Terzi
- Silvio Magistroni
- Stefano Aimone Prina
- Uber Anghinoni
- Umberto Bossi
- Vito Gnutti

## Rifondazione Comunista
- Angelo Azzolina
- Angelo Muzio
- Antonio Carcarino
- Antonio Fischetti
- Emilia Calini Canavesi
- Eugenio Melandri
- Famiano Crucianelli
- Federico Guglielmo Lento
- Francesco Speranza
- Giovanni Bacciardi
- Giovanni Dolino
- Giovanni Russo Spena
- Giovanni Sarritzu
- Girolamo Tripodi
- Luciana Castellina
- Lucio Magri
- Lucio Manisco
- Luigi Marino
- Maria Grazia Sestero Gianotti
- Marida Bolognesi
- Mario Brunetti
- Martino Dorigo
- Milziade Caprili
- Nedo Barzanti
- Nichi Vendola
- Pancrazio Antonino De Pasquale
- Paolo Volponi
- Piergiorgio Bergonzi
- Pietro Mita
- Ramon Mantovani
- Renato Albertini
- Sergio Garavini
- Severino Galante
- Tiziana Maiolo
- Ugo Boghetta

## Movimento Sociale Italiano - Destra Nazionale
- Adriana Poli Bortone
- Alessandra Mussolini
- Alessio Butti
- Altero Matteoli
- Antonio Parlato
- Carlo Tassi
- Carmine Santo Patarino
- Domenico Nania
- Enzo Trantino
- Filippo Berselli
- Francesco Marenco
- Francesco Servello
- Gaetano Colucci
- Gastone Parigi
- Gian Franco Anedda
- Gianfranco Fini
- Giulio Caradonna
- Giulio Conti
- Giulio Maceratini
- Giuseppe Tatarella
- Guglielmo Rositani
- Guido Lo Porto
- Ignazio La Russa
- Marco Cellai
- Massimo Abbatangelo
- Massimo Massano
- Maurizio Gasparri
- Mirko Tremaglia
- Nicola Pasetto
- Nino Sospiri
- Paolo Agostinacchio
- Raffaele Valensise
- Teodoro Buontempo
- Ugo Martinat

## Partito Repubblicano Italiano
- Adolfo Battaglia
- Alfredo Bianchini
- Antonio Del Pennino
- Augusto Rizzi
- Benito Orgiana
- Danilo Poggiolini
- Enrico Modigliani
- Enzo Bianco
- Francesco Nucara
- Gaetano Gorgoni
- Gerolamo Pellicanò
- Gianni Ravaglia
- Giorgio Bogi
- Giorgio La Malfa
- Giovanni Bonomo
- Giuseppe Ayala
- Giuseppe Galasso
- Guglielmo Castagnetti
- Italico Santoro
- Luciana Sbarbati
- Mauro Dutto
- Oscar Mammì
- Remo Ratto
- Roberto Paggini
- Salvatore Grillo
- Stefano Passigli
- Stelio De Carolis

## Partito Liberale Italiano
- Alessandro Dalla Via
- Alfonso Martucci
- Alfredo Biondi
- Andrea Marcucci
- Antonio Patuelli
- Attilio Santoro
- Egidio Sterpa
- Francesco De Lorenzo
- Paolo Battistuzzi
- Raffaele Costa
- Renato Altissimo
- Romano Scarfagna
- Saverio D'Aquino
- Savino Melillo
- Stefano De Luca
- Valerio Zanone
- Vittorio Sgarbi

## Federazione dei Verdi
- Alfonso Pecoraro Scanio
- Chicco Crippa
- Edo Ronchi
- Francesco Giuliari
- Francesco Rutelli
- Fulco Pratesi
- Gianfranco Bettin
- Gianni Mattioli
- Lino De Benetti
- Marco Boato
- Massimo Scalia
- Maurizio Pieroni
- Mauro Paissan
- Sauro Turroni
- Stefano Apuzzo
- Vito Leccese

## Partito Socialista Democratico Italiano
- Antonio Bruno
- Antonio Cariglia
- Antonio Ciampaglia
- Antonio Pappalardo
- Carlo Vizzini
- Dino Madaudo
- Enrico Ferri
- Ferdinando Facchiano
- Gianfranco Occhipinti
- Giorgio Carta
- Maurizio Pagani
- Paolo Bruno
- Paolo De Paoli
- Paolo Romeo
- Robinio Costi
- Romano Ferrauto

## La Rete
- Alfredo Galasso
- Carlo Palermo
- Claudio Fava
- Diego Novelli
- Gaspare Nuccio
- Giuseppe Gambale
- Laura Rozza
- Leoluca Orlando
- Nando dalla Chiesa
- Paolo Bertezzolo
- Rino Piscitello
- Salvatore Pollichino

## Gruppo Federalista Europeo
- Elio Vito
- Emma Bonino
- Marco Pannella
- Marco Taradash
- Pio Rapagnà
- Roberto Cicciomessere

## Gruppo Misto

### Jezikovne manjšine

#### Union Valdôtaine
- Luciano Caveri

#### Südtiroler Volkspartei
- Michl Ebner
- Helga Thaler Ausserhofer
- Johann Georg Widmann

### Neodvisni
- Giancarlo Acciaro (Federalismo Europa Autonomie)
- Mario Rigo (Lega Autonomia Veneta)
- Gianni Elsner

## Spremembe

### Spremembe v sestavi Zbornice
- Dne 12.5.1992 poslanca Luciana Castellina (Partito della Rifondazione Comunista) nasledi Orfeo Goracci (Partito della Rifondazione Comunista).
- Dne 29.5.1992 poslanca Oscar Luigi Scalfaro (Krščanski demokrati) nasledi Guido Bodrato (Krščanski demokrati).
- Dne 30.7.1992 poslanca Nino Cristofori (Krščanski demokrati) nasledi Paolo Mengoli (Krščanski demokrati).
- Dne 30.7.1992 poslanca Giovanni Goria (Krščanski demokrati) nasledi Ettore Paganelli (Krščanski demokrati).
- Dne 30.7.1992 poslanca Eugenio Melandri (Partito della Rifondazione Comunista) nasledi Mauro Guerra (Partito della Rifondazione Comunista).
- Dne 2.9.1992 poslanca Sergio Moroni (Partito Socialista Italiano) nasledi Guido Alberini (Partito Socialista Italiano).
- Dne 15.9.1992 poslanca Emilio Colombo (Krščanski demokrati) nasledi Giampaolo D'Andrea (Krščanski demokrati).
- Dne 29.9.1992 poslanca Pancrazio De Pasquale (Partito della Rifondazione Comunista) nasledi Luca Cangemi (Partito della Rifondazione Comunista).
- Dne 4.11.1992 poslanca Vincenzo Balzamo (Partito Socialista Italiano) nasledi Stefano Bottini (Partito Socialista Italiano).
- Dne 2.12.1992 poslanca Mauro Dutto (Partito Repubblicano Italiano) nasledi Ottavio Lavaggi (Partito Repubblicano Italiano).
- Dne 3.12.1992 poslanca Benedetto Vincenzo Nicotra (Krščanski demokrati) nasledi Antonio Miceli (Krščanski demokrati).
- Dne 3.12.1992 poslanca Maurizio Giraldi (Krščanski demokrati) nasledi Filippo Micheli (Krščanski demokrati).
- Dne 14.1.1993 poslanca Antonio Ruberti (Partito Socialista Italiano) nasledi Antonio Quattrocchi (Partito Socialista Italiano).
- Dne 17.2.1993 poslanca Paolo Volponi (Partito della Rifondazione Comunista) nasledi Gianfilippo Benedetti (Partito della Rifondazione Comunista).
- Dne 29.4.1993 poslanca Alfredo Vito (Krščanski demokrati) nasledi Salvatore Margiotta (Krščanski demokrati).
- Dne 14.9.1993 poslanca Vincenzo Recchia (Partito Democratico della Sinistra) nasledi Goffredo Maria Bettini (Partito Democratico della Sinistra).
- Dne 14.9.1993 poslanca Marco Formentini (Lega Nord) nasledi Elisabetta Castellazzi (Lega Nord).
- Dne 14.9.1993 poslanca Enzo Bianco (Partito Repubblicano Italiano) nasledi Alfio Speranza (Partito Repubblicano Italiano).
- Dne 9.12.1993 poslanca Carlo Palermo (La Rete) nasledi Paolo Prodi (La Rete).
- Dne 14.12.1993 poslanca Leoluca Orlando (La Rete) nasledi Antonino Borruso (La Rete).
- Dne 11.1.1994 poslanca Antonio Bassolino (Partito Democratico della Sinistra) nasledi Guido De Martino (Partito Democratico della Sinistra).
- Dne 12.1.1994 poslanca Federico Crippa (Federazione dei Verdi) nasledi Giancarlo Salvoldi (Federazione dei Verdi).
- Dne 14.1.1994 poslanca Francesco Rutelli (Federazione dei Verdi) nasledi Franco Russo (Federazione dei Verdi).

### Spremembe v sestavi skupin

#### Centro Cristiano Democratico
- Dne 19.1.1994 je ustanovljena skupina zaradi vključitve poslancev Alberto Alessi, Giovanni Alterio, Pasqualino Biafora, Giuseppe Caroli, Pier Ferdinando Casini, Mario D'Acquisto, Salvatore D'Alia, Francesco D'Onofrio, Franco Fausti, Luigi Foti, Ombretta Fumagalli Carulli, Carlo Giovanardi, Giacomo Gualco, Francesco Paolo Iannuzzi, Angelo La Russa, Silvio Lega, Giuseppe Leone, Mario Clemente Mastella, Carmine Mensorio, Giovanni Mongiello, Santino Pagano in Francesco Polizio, iz Democrazia Cristiana-Partito Popolare Italiano.
- Dne 27.1.1994 sta se pridružila skupini poslanca Calogero Corrao in Luigi Farace - originalno člana  Democrazia Cristiana-Partito Popolare Italiano.

#### Gruppo Federalista Europeo
- Na začetku legislature se kupini ne pridruži Gianni Elsner, pridruži se Skupini Misto.